# Zwischenfall auf der Eulenfluss-Brücke
La rivière du hibou ist ein französischer Kurzfilm von Robert Enrico aus dem Jahr 1962. Er beruht auf der Kurzgeschichte An Occurrence at Owl Creek Bridge von Ambrose Bierce.

## Handlung
Während des Sezessionskrieges soll ein Mann an einer Brücke gehängt werden. Die Vorbereitungen zur Exekution laufen schweigend ab, nur unterbrochen von einigen Befehlen. Die Schlinge wird geknotet und dem Mann um den Hals gelegt, seine Hände und Beine werden gefesselt. Er selbst steht auf einer Planke über dem Fluss, die nur in Balance gehalten wird, weil am anderen Ende ein Unionssoldat steht. Der Mann blickt umher, sieht die zahlreichen Soldaten, die seine Exekution beobachten, und versinkt in Erinnerungen an seine Frau, deren Namen er in Gedanken ruft. Dem Mann wird die Taschenuhr abgenommen, der Unionssoldat steigt von der Planke und der Mann fällt in die Tiefe.
Das Seil reißt und der Mann stürzt in den Fluss. Es gelingt ihm, sich seiner Fesseln zu entledigen und fortzuschwimmen. Den Kugeln der Unionssoldaten kann er entkommen und auch die Stromschnellen des Flusses überquert er ohne größere Verletzungen. Er rettet sich schließlich an Land, überglücklich, am Leben zu sein. Als erneut Schüsse ertönen, läuft er um sein Leben, durchquert Wälder und erreicht schließlich sein eigenes Grundstück. Seine Frau kommt ihm entgegen, er eilt zu ihr, die Arme ausgestreckt.
Als seine Frau ihn erreicht und seinen Hals umfasst, bricht der Mann zusammen. In der gleichen Sekunde strafft sich das Seil an der Brücke und der Mann stirbt – die Flucht geschah nur in seiner Vorstellung, Sekunden vor dem Tod.

## Produktion
Zwischenfall auf der Eulenfluss-Brücke war nach The Bridge (1929, Regie: Charles Vidor), An Occurence at Owl Creek Bridge (1959, Regie: Robert Stevenson) und Most (1960, Regie: Janusz Majewski) die vierte Verfilmung von Ambrose Bierce’ gleichnamigem Werk. Es handelt sich zudem nach L’oiseau moqueur (1962) um den zweiten Teil von Robert Enricos Bürgerkriegs-Trilogie nach Werke von Bierce, die mit Chickamauga (1962) ihren Abschluss fand.
Der in Schwarz-Weiß gedrehte Film besitzt keine Dialoge. Zu hören sind Befehle der Soldaten. Nach der erfolgreichen Flucht des Mannes ist zudem ein Blues-Lied zu hören, in dem Sätze aus Bierces Werk („A living man, I wanna be a living man …“) gesungen werden. Der Film wurde 1962 im Rahmen der Internationalen Filmfestspiele von Cannes gezeigt.

## Auszeichnungen
Zwischenfall auf der Eulenfluss-Brücke gewann 1962 in Cannes die Goldene Palme als Bester Kurzfilm. Er erhielt 1963 einen BAFTA als Bester Kurzfilm und gewann 1964 den Oscar in der Kategorie Bester Kurzfilm.